# Treize-Septiers

Treize-Septiers este o comună în departamentul Vendée, Franța. În 2009 avea o populație de 2,869 de locuitori.